# Coupe du Portugal de football 1959-1960
Navigation
1958-1959 1960-1961

La Coupe du Portugal de football 1959-1960 est la 20e édition de la Coupe du Portugal de football, considéré comme le deuxième trophée national le plus important derrière le championnat. 
La finale est jouée le 3 juillet 1960, au stade national du Jamor, entre le CF Belenenses et le Sporting Clube de Portugal. Le CF Belenenses remporte son deuxième trophée en battant le Sporting CP 2 à 1.

## Finale
| 3 juillet 1960 | CF Belenenses    | 2 - 1   | Sporting Clube de Portugal | Stade national du Jamor        |                                |
|                |                  | (1 - 1) |                            | Arbitrage : Clemente Henriques | Arbitrage : Clemente Henriques |
|                | Feuille de match |         |                            | Arbitrage : Clemente Henriques | Arbitrage : Clemente Henriques |